# Ибрагимотар
Ибрагимотар — село в Тляратинском районе Дагестана. Центр сельского поселения Гиндибский сельсовет.

## Географическое положение
Расположено на территории Бабаюртовского района, в 25 км к западу от села Бабаюрт. Ближайшие населённые пункты: на северо-востоке — село Калининаул, на юге — село Уцмиюрт, на западе — село Воскресеновское (Шелковской район).

## История
Согласно переписи 1929 года хутор населён чеченцами. В 1939 году, из-за разлива реки Терек, все население хутора в количестве 16 хозяйств переселено на центральную усадьбу колхоза имени Кагановича в село Патиматотар. Позже земли бывшего хутора были переданы под зимние пастбища Тляратинского района.

## Население
| 1926 | 1939 | 1959 | 1989 | 2002  | 2010  | 2021  |
| ---- | ---- | ---- | ---- | ----- | ----- | ----- |
| 74   | ↗100 | ↗171 | ↗903 | ↗1923 | ↘1232 | ↗1312 |